# Parc Nacional del Mont Kenya
El Parc Nacional del Mont Kenya, establert el 1949, protegeix la regió que envolta el Mont Kenya. Inicialment es tractava d'una reserva de bosc abans de ser declarat com a parc nacional. El parc nacional i la reserva forestal, combinats, es va convertir en Patrimoni de la Humanitat per la UNESCO el 1997. El gestiona el Servei de la Vida Silvestre de Kenya.

## Història
Actualment el parc nacional es troba dins la reserva forestal que l'envolta. A l'abril de 1978, l'àrea va ser designada com a Reserva de la Biosfera de la UNESCO.
El Govern de Kenya tenia quatre raons per a la creació d'un parc nacional al Mont Kenya i als seus voltants. Aquestes eren la importància del turisme per a les economies locals i nacionals, preservar una zona de gran bellesa escènica, conservar la biodiversitat dins del parc, i preservar la captació d'aigua per a la zona dels voltants.

## Àrea
El parc nacional té una superfície de 715 km², la majoria de les quals estan per sobre la línia dels 3.000 metres. La reserva forestal té una superfície de 705 km². La combinació dels dos fa que l'àrea del Patrimoni de la Humanitat de la UNESCO sigui de 1.420 km².
Una petita porció de les fronteres d'aquest parc és a prop d'importants poblacions han posat tanques electrificades per mantenir els elefants fora de les terres de cultiu dels voltants. Els sediments volcànics al terra de la regió circumdant i l'enorme volum d'aigua dolça que baixa les pistes fa que l'àrea sigui particularment favorable per l'agricultura.
En altituds inferiors són freqüents els Colobus, altres micos i els Búfals africans.